# Södra Sundstjärnen
Södra Sundstjärnen är en sjö i Torsby kommun i Värmland och ingår i Göta älvs huvudavrinningsområde. Södra Sundstjärnen ligger i Kölarna Natura 2000-område.